# Admirabile signum
Admirabile signum és una carta apostòlica, publicada l'1 de desembre de 2019 pel Papa Francesc al Santuari de Greccio, i que tracta sobre el significat del pessebre. La localització on es publicà aquesta carta fou designada pel fet que la representació més antiga del betlem o la representació del pessebre se situa en el marc litúrgic de l'ofici nadalenc de 1223, celebrat per Sant Francesc d'Assís a la població italiana de Greccio. El mateix 1 de desembre de 2019 el papa Francesc visità el santuari de Greccio, acompanyat pel bisbe de Rieti Domenico Pompili. En aquest esdeveniment va lliurar la carta apostòlica "Admirabile Signum" sobre el significat del Pessebre, i va regalar a Greccio un nen palestí de fusta, col·locat a la pedra de la capella del Pessebre (on hi ha el fresc).

## Història
Sant Francesc tornà marcat per la profunda experiència espiritual que experimentà l'any 1220 al seu pelegrinatge a Terra Santa i decidí donar una expressió plàstica al fet "històric" de forma emotiva i tendra del naixement i humanització de "fill de Déu". En la seva estada a Roma a més, Sant Francesc d'Assís quedà impressionat pels mosaics de la Basílica de Santa Maria la Major que representen el naixement de Jesús, allà on segons la tradició local es conservava les fustes de la menjadora del pessebre de Betlem. Segons el seu biògraf Tomàs de Celano, fou el mateix Francesc qui quinze dies abans de Nadal designà com volia aquella representació:
| «                                                           | (italià) Se vuoi che celebriamo a Greccio il Natale di Gesù, precedimi e prepara quanto ti dico: vorrei rappresentare il Bambino nato a Betlemme, e in qualche modo vedere con gli occhi del corpo i disagi in cui si è trovato per la mancanza delle cose necessarie a un neonato, come fu adagiato in una greppia e come giaceva sul fieno tra il bue e l’asinello. | (català) Si vols que celebrem el naixement de Jesús a Greccio, atansa't i prepara el que et dic: m'agradaria representar el Nen nascut a Betlem, i veure d'alguna manera amb els ulls del meu cos les penúries en què es va trobar per la manca de les coses necessàries per a un nadó acabat de néixer, com el van col·locar en un bressol i com es va estirar al fenc entre el bou i l'ase. | » |
| — DA CELANO, Tommaso. VITA PRIMA DI SAN FRANCESCO D’ASSISI. | | |   |

És en l'evangeli apòcrif del Pseudo-Mateu on es diu que «el van adorar un bou i un ase» i que «els dos animals tenien l'infant entre ambdós i l'adoraven sense parar». Que Jesús nasqués en una cova apareix a l'evangeli apòcrif de Protoevangeli de Jaume.

## Contingut
En la carta apostòlica el Papa Francesc desenvolupa tot un seguit d'interpretacions sobre el que es col·loca als pessebres i el seu simbolisme i significació per qui el contempla.
Segons el Papa Francesc, l'origen del pessebre se situaria amb l'evangeli de Lluc, el qual diu que Maria «va donar a llum el seu fill primogènit: ella el va faixar amb bolquers i el posà en una menjadora, perquè no havien trobat cap lloc on hostatjar-se.» (Lluc 2,7), col·locant a Jesús en un pessebre, paraula que prové del terme llatí praesepium. Així, Jesús fou col·locat en un lloc on els animals menjaven, i Francesc interpreta el "fenc de l'establia" com el primer llit del nadó, en el qual citant a Sant Agustí «posat en el pessebre, es va convertir en aliment per a nosaltres» (Serm. 189,4).
En la carta apostòlica, el papa Francesc continua relatant amb com sant Francesc es va aturar venint probablement de Roma, havent rebut el 29 de novembre de 1223 del papa Honori III la confirmació de la seva Regla. I com després del seu viatge a Terra Santa, les grutes li recordaven d’una manera especial el paisatge de Betlem, i que fos possible que el Poverello quedés impressionat a Roma, pels mosaics de la Basílica de Santa Maria la Major que representaven el naixement de Jesús, just al costat del lloc on es conservaven, segons una antiga tradició, les fustes del pessebre. Quinze dies abans de Nadal, Francesc va cridar un home del lloc a qui anomenaven Joan, i li va demanar que l’ajudés a complir el seu desig de «celebrar la memòria del Nen que va néixer a Betlem». Aquest home va anar a preparar en el lloc assenyalat el que Sant Francesc sant li havia indicat. I el 25 de desembre, van arribar a Greccio molts frares de diferents llocs, a més d'homes i dones de les granges de la comarca, portant flors i torxes per a il·luminar l'escena. Quan va arribar Francesc, es va trobar el pessebre amb el fenc, el bou i l’ase. Després el sacerdot, davant del Naixement, va celebrar solemnement l’Eucaristia. Aquell fou segurament el primer pessebre vivent, ja que no hi havia figures a Greccio sinó persones presents representant l'escena del pessebre.
El Papa Francesc parla tot seguit de com al pessebre s'hi manifesta la tendresa de Déu, de com el "Creador baixa a la nostra petitesa, i de com el do de la vida sempre misteriós per nosaltres ens captiva encara més veient Aquell que va néixer de Maria". El cel estrellat en la foscor, les ruïnes de cases, els antics palaus, la cova de Betlem o l'estable, es converteixen en escenaris de la "Sagrada Família". Ruines que semblarien en la Llegenda Àuria del dominic Jacopo da Varazze (segle XIII), on es narra una creença pagana segons la qual el temple de la Pau a Roma s'esfondraria quan una Verge donés a llum un fill. I que evoquen també a com Jesús és la novetat en un món vell, que ell ha vingut a sanar i reconstruir, a retornar la vida i al món la seva esplendor original. També acompanyat de les figures simbòliques dels captaires, pobles i figures amb vides precàries que peregrinen junt amb grans figures destacades que van a reconèixer el naixement.
Com l'escena de Maria en actitud de protecció del nen, i de Sant Josep acompanyant amb el basto a la mà constitueixen un punt de llum. Josep com a custodi que mai no es cansa de protegir la seva família, ja que fou ell qui quan Déu li va advertir de l’amenaça d’Herodes, no va dubtar a posar-se en camí i emigrar a Egipte (cf. Mt 2,13-15). I una vegada passat el perill, va portar la família de tornada a Natzaret, on va ser el primer educador de Jesús nen i adolescent.
A la carta apostòlica també es parla de les figures dels Reis Mags, de com aquests observen l'estrella, i en ser savis i rics senyors d'Orient es posaren en camí cap a Betlem per a conèixer Jesús i oferir-li dons: or, encens i mirra. L'or honrant la reialesa de Jesús; l’encens la seva divinitat; la mirra la seva santa humanitat que coneixerà la mort i la sepultura. Aquests Mags ensenyen el llarg camí de molt lluny per a arribar a Crist, i la confiança que tenen, ja que són «homes rics, savis estrangers, assedegats de l'infinit, que parteixen per a un llarg i perillós viatge que els porta fins a Betlem» (cf. Mt 2,1-12). Un cop arribats els envairà una gran alegria davant del Nen Rei, i no s'escandalitzaran per la pobresa de l'ambient sinó que es posaran de genolls i l'adoraran, comprenent que Ell és Déu, i que «igual que regula amb sobirana saviesa el curs de les estrelles, guia el curs de la història, derrocant els poderosos i exaltant els humils». També aquests Reis Mags un cop tornaren als seus respectius països, haurien relatat la trobada sorprenent amb el Messies, sent així dels primers que difongueren l'Evangeli entre els no jueus.